# Elatostema oblanceolatum
Elatostema oblanceolatum är en nässelväxtart som beskrevs av Charles Budd Robinson. Elatostema oblanceolatum ingår i släktet Elatostema och familjen nässelväxter. Inga underarter finns listade i Catalogue of Life.